# 1247 Memoria
1247 Memoria è un asteroide della fascia principale del diametro medio di circa 35,97 km. Scoperto nel 1932, presenta un'orbita caratterizzata da un semiasse maggiore pari a 3,1386747 UA e da un'eccentricità di 0,1692323, inclinata di 1,77365° rispetto all'eclittica.
Il suo nome fa riferimento ai ricordi che legavano la scopritrice alla città di Uccle, in Belgio.